# Chorégraphie des services web WS-*
En informatique, la chorégraphie est une généralisation de l’approche par orchestration qui consiste à concevoir une coordination décentralisée des applications, dans laquelle il n’y a pas de machine privilégiée (serveur informatique) mais un réseau de machines interconnectées qui échangent des messages et effectuent des calculs.
Cette approche soulève de nombreux problèmes, en particulier pour le traitement des erreurs et l’évolution dynamique. Mais elle sera certainement une technologie requise pour la généralisation et le passage à l’échelle des applications à base de services web. Il s’agit ici d’identifier les concepts, de proposer un formalisme, et de réaliser les moteurs, permettant l’exécution efficace et décentralisée d’applications utilisant des services web.

## Source
- ADELE (Applications pilotées par les procédés)